# Bruno Sotty

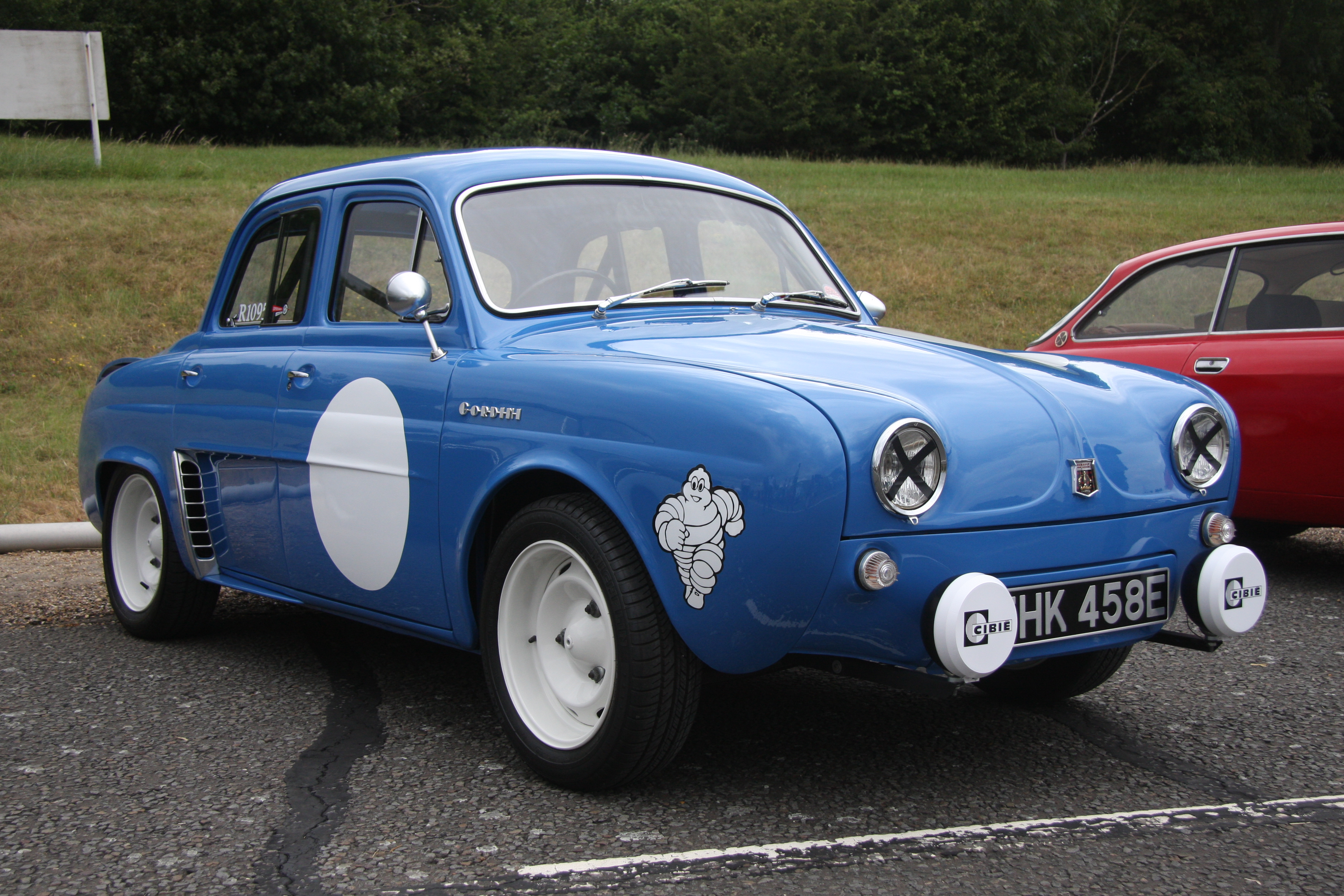
Bruno Sotty's erster Rennwagen war die Rennversion des Renault Dauphine

Bruno Sotty (* 1. November 1949 in Chablis) ist ein ehemaliger französischer Autorennfahrer.

## Karriere im Motorsport
Schon während seines Studiums der Rechtswissenschaften (das er nicht abschloss) begann Sotty mit dem Motorsport. Beginnend mit 1969 fuhr er fast ein Jahrzehnt lang vor allem Bergrennen. Sein erstes Rennfahrzeug war ein Renault Dauphine. In den 1970er-Jahren gewann er mehrere französische Bergmeisterschaften. Erfolgreich war er vor allem mit einer Eigenkonstruktion auf der Basis eines Lola-Fahrgestells. Knapp 50 Gesamt- oder Klassensiege konnte er mit diesem Fahrzeug feiern. Weitere Einsatzwagen waren ein Chevron B21, ein Toj SC206 sowie die beiden Lola-Rennwagenmodelle T296 und T298.
1977 wechselte er zum Rundstreckensport und gab im selben Jahr sein Debüt beim 24-Stunden-Rennen von Le Mans. Zwischen seinem Debüt 1977 und seinem letzten Start 1989 war er zwölfmal beim 24-Stunden-Rennen in Westfrankreich am Start. Seine beste Platzierung im Gesamtklassement war der zehnte Rang 1982; herausgefahren auf einem Rondeau M379 mit den Partnern Lucien Guitteny und Pierre Yver. 1980 gewann er die Klasse für Sportwagen bis 2 Liter Hubraum.
1985 gewann er die Fahrergesamtwertung der französischen Gruppe-6-Meisterschaft und beendete nach dem 480-km-Rennen von Spa-Francorchamps 1989 seine aktive Karriere als Fahrer.

## Statistik

### Le-Mans-Ergebnisse
| Jahr | Team                   | Fahrzeug            | Teamkollege           | Teamkollege           | Platzierung             | Ausfallgrund     |
| ---- | ---------------------- | ------------------- | --------------------- | --------------------- | ----------------------- | ---------------- |
| 1977 | Georges Bourdillat     | Porsche 911 Carrera | Georges Bourdillat    | Alain-Michel Bernhard | Ausfall                 | Motorschaden     |
| 1978 | Team Pronuptia         | Lola T294/6         | Gérard Cuynet         | Jean-Claude Dufrey    | nicht klassiert         |                  |
| 1979 | Pronuptia              | Lola T296           | Gérard Cuynet         | Marc Frischknecht     | Ausfall                 | Unfall           |
| 1980 | ROC - Société Yacco    | Chevron B36         | Daniel Laurent        | Philippe Hesnault     | Rang 17 und Klassensieg |                  |
| 1981 | André Chevalley Racing | ACR 80B             | Patrick Gaillard      | André Chevalley       | Ausfall                 | Kupplungsschaden |
| 1982 | Primagaz               | Rondeau M379        | Lucien Guitteny       | Pierre Yver           | Rang 10                 |                  |
| 1983 | Valentin Bertapelle    | URD C81             | Gérard Cuynet         |                       | Rang 14                 |                  |
| 1985 | Bussi Racing           | Rondeau M382        | Jean-Claude Justice   | Patrick Oudet         | Rang 18                 |                  |
| 1986 | Lucien Rossiaud        | Rondeau M379C       | Lucien Rossiaud       | Noël del Bello        | Rang 17                 |                  |
| 1987 | Vetir Racing Team      | Tiga GC85           | Jean-Claude Justice   | Patrick Oudet         | Ausfall                 | Motorschaden     |
| 1988 | Pierre-Alain Lombardi  | Rondeau M379        | Pierre-Alain Lombardi |                       | nicht klassiert         |                  |
| 1989 | Pierre-Alain Lombardi  | Spice SE86C         | Pierre-Alain Lombardi | Fabio Magnini         | Ausfall                 | Reifenschaden    |